# Carel Adolph Lion Cachet
Carel Adolph Lion Cachet (Amsterdam, 28 november 1864 - Vreeland, 20 mei 1945) was een Nederlands kunstenaar.
Geboren als Carel Adolph Cachet liet hij in 1901 de achternaam Lion toevoegen. Na tussen 1880 en 1885 met goed gevolg een opleiding tot onderwijzer gevolgd te hebben aan de Amsterdamse Kweekschool, werd hij tekenleraar aan diverse scholen in Amsterdam.
Daarna ontwikkelde hij zich tot een sierkunstkunstenaar: hij batikte, was houtgraveur, ontwierp behangselpapier, tapijten, sieraardewerk, meubels, bankbiljetten, affiches, was boekbandontwerper en maakte complete ontwerpen voor het inrichten van salons op Nederlandse passagiersschepen, onder andere Stoomvaart Maatschappij Nederland.

## Levensloop
Cachet werd op 28 november 1864 te Amsterdam geboren als tweede kind van Carel Cachet en Johanna van Doorn. Zijn vader was hoofdonderwijzer aan een openbare lagere school eerste klasse in de Willemstraat, midden in de Jordaan in Amsterdam. Ook zijn moeder heeft enige jaren als handwerkonderwijzeres op deze school gewerkt. Van Cachet werd verwacht dat hij in de voetsporen van zijn vader zou treden enhij werd dan ook naar de Kweekschool voor onderwijzers en onderwijzeressen in Amsterdam gestuurd. Hij was hier alleen geïnteresseerd in de tekenlessen van Hendrik A.C. Dekker (1836-1905) en Ben Wierink (1856-1939). Door Wierink kwam Cachet in aanraking met Japanse en oosterse kunst. Ook liet hij Cachet kennismaken met verschillende technieken zoals batikken en lithografie.
Na het behalen van zijn L.O.- en M.O.-tekenakte heeft Cachet nog op verschillende scholen les gegeven. Van 1887-1890 volgde Cachet lessen aan de ‘Rijksnormaalschool voor tekenonderwijzers’. Hier raakte hij bevriend met Gerrit Dijsselhof (1866-1924). Via Dijsselhof leerde Cachet Theo Nieuwenhuis (1866-1951) kennen. Dit drietal was erg hecht en zij hebben enkele decennia nauw met elkaar samengewerkt.  
Cachet’s succesvolle loopbaan is echter niet alleen te danken aan zijn artistieke kwaliteiten maar ook aan zijn goede sociale vaardigheden. Hij wist in zijn carrière een groot netwerk op te bouwen, dat voornamelijk bestond als Amsterdamse ondernemers en handelslieden.

### Beginjaren

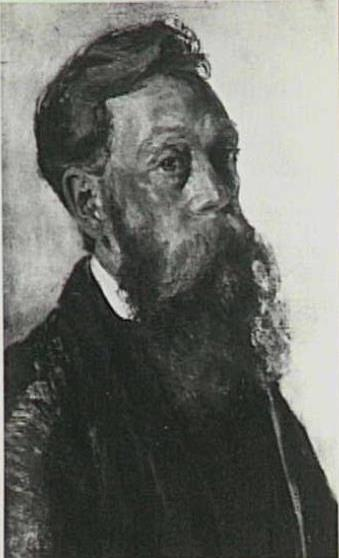
Zelfportret, 1905-1910

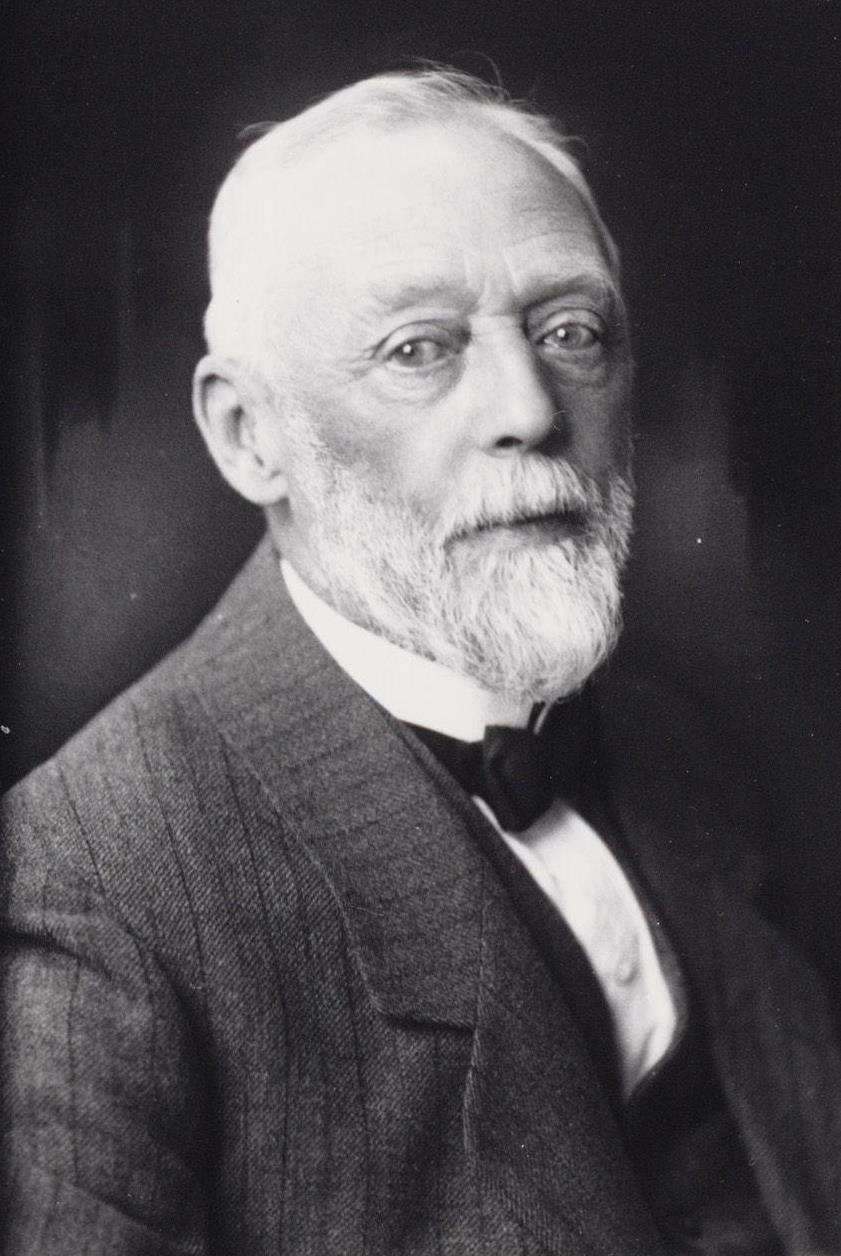
C.A. Lion Cachet. c. 1930
(foto door Jacob Merkelbach)

Al tijdens zijn lessen van Wierink maakte hij een aantal tekeningen. Aanvankelijk maakte hij veel werken met schepen in de haven erop. Zijn eerste grafisch ontwerp, een boekomslag, vervaardigde hij voor een openbare lagere school waar hij zelf ook werkzaam was. Uit deze tijd zijn ook studies van schoolkinderen bekend.  
Cachet had twee mecenassen: de Amsterdamse medicus dr. Willem van Hoorn (?-1901) en Klaas Groesbeek (1868-1936) directeur van onder andere kunsthandel E.J. van Wisselingh & Co. Via deze mecenassen kreeg Cachet een aantal belangrijke opdrachten binnen voor het maken van oorkonden.                         
Via de firma Van Wisselingh & Co. heeft Cachet in 1896 ook een aantal opdrachten gekregen voor het maken van interieurs. De eerste interieuropdracht ontving Cachet van het echtpaar Cordes-Bok (voltooid in 1898). Later konden de meubels en interieurs gemaakt worden in de werkplaats die Van Wisselingh & Co. had ingericht voor Cachet, Dijsselhof en Nieuwenhuis in 1898.

### Meubel- en interieurontwerpen
Cachet’s eerste ontwerpen voor meubels dateren vermoedelijk uit 1895. In deze ontwerpen is de invloed van H.P. Berlage goed te zien. De meubels zijn doelmatig en ornamenten ontbreken vrijwel. De meubelen zijn echt negentiende-eeuws, met gebruik van historische stijlen. Het is duidelijk dat Cachet nog geen eigen stijl had gevonden. Hij ging dan ook door met het experimenteren met meubelontwerpen.  Cachet ging steeds meer gebruikmaken van duurdere materialen en versierde hij zijn meubelen nu wel met ornamenten. Zo zien we in zijn werk veel ivoor en coromandelhout en motieven van leeuwen, planten en vissen.

### Scheepsinterieurs
Met de opkomst van de stoommachine had de intercontinentale scheepvaart in de loop van de tweede helft van de negentiende eeuw een stormachtige ontwikkeling doorgemaakt. Door de openstelling van de Suezkanaal in 1869 werd de reis naar Nederlands-Indië sterk verkort. In Nederland werden er dan ook nieuwe boten gebouwd om aan de vraag, voor reizen naar dit gebied, te kunnen voldoen. Het was traditie om een cruiseschip van binnen in te richten naar de laatste mode. Cachet had al een grote naam opgebouwd toen hij de opdracht kreeg een aantal scheepsinterieurs te ontwerpen voor de Stoomvaart Maatschappij Nederland (S.M.N.) en haar dochterondernemingen de Koninklijke Pakketvaart Maatschappij (K.P.M.) en de Java-China-Japan-Lijn (J.C.J.L.). Bekende interieurs die hij maakte waren die voor de zusterschepen SS Vondel, SS Grotius en SS Rembrandt. Deze werden uitgevoerd door J.B. Hillen. Met de Grotius zou in 1923 Cachets collega Berlage diens Indische reis maken in 1923. Hij gaf in zijn reisverslag een recensie van het interieur. Helaas is door de Tweede Wereldoorlog en de afbraak van deze schepen geen van deze interieurs bewaard gebleven. Een van de interieurs die wel grotendeels bewaard is gebleven is dat van de salonboot Clasina, in gebruik als klassieke rondvaartboot vanuit Heeg in Friesland, ontworpen en gebouwd op Werf 'de Amstel' van J.P.G. Thiebout.

### Boekbanden
Hoeveel boekbanden hij heeft ontworpen is niet bekend. Van zijn hand is in ieder geval het ontwerp van de indrukwekkende blauw-gouden band om De hechte Band Tusschen Vorstenhuis en Vaderland, onder redactie van M.J. Leendertse uitgegeven in 1935.

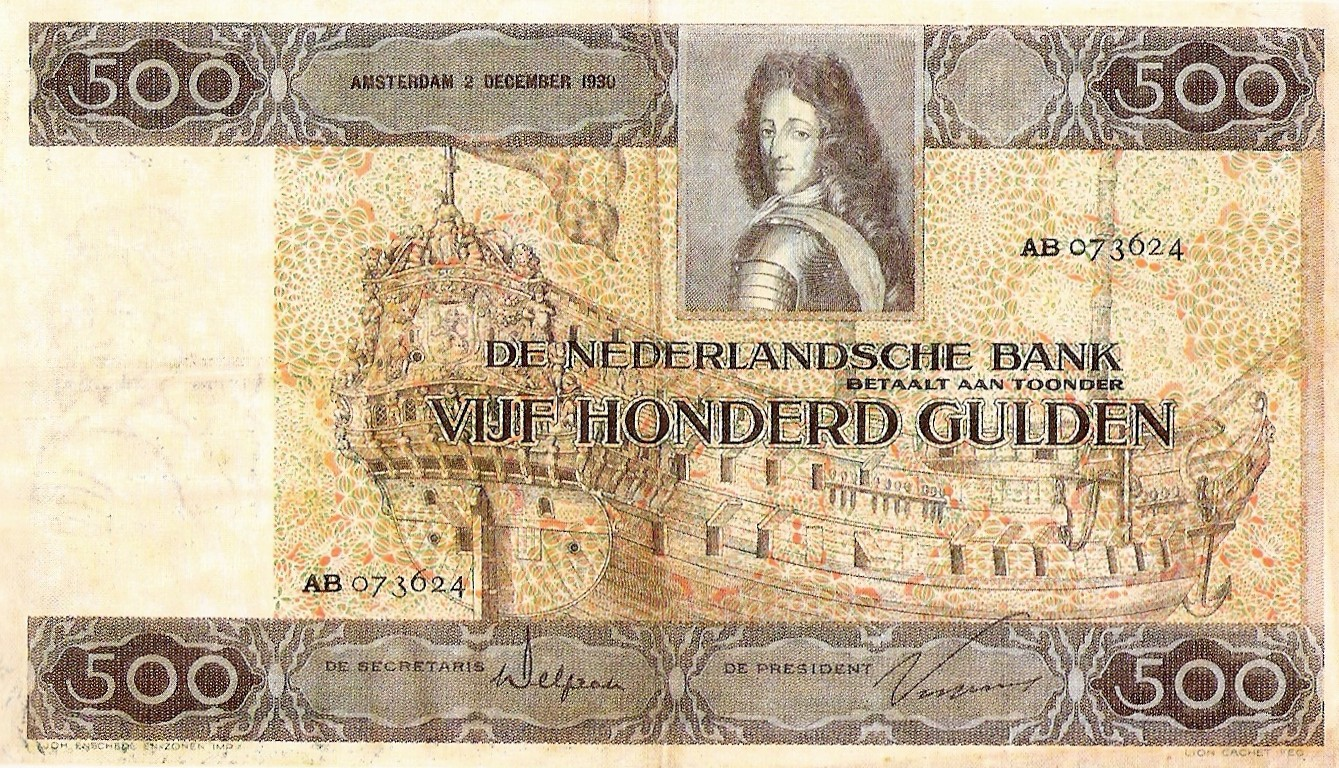
500 guldenbiljet (1930)
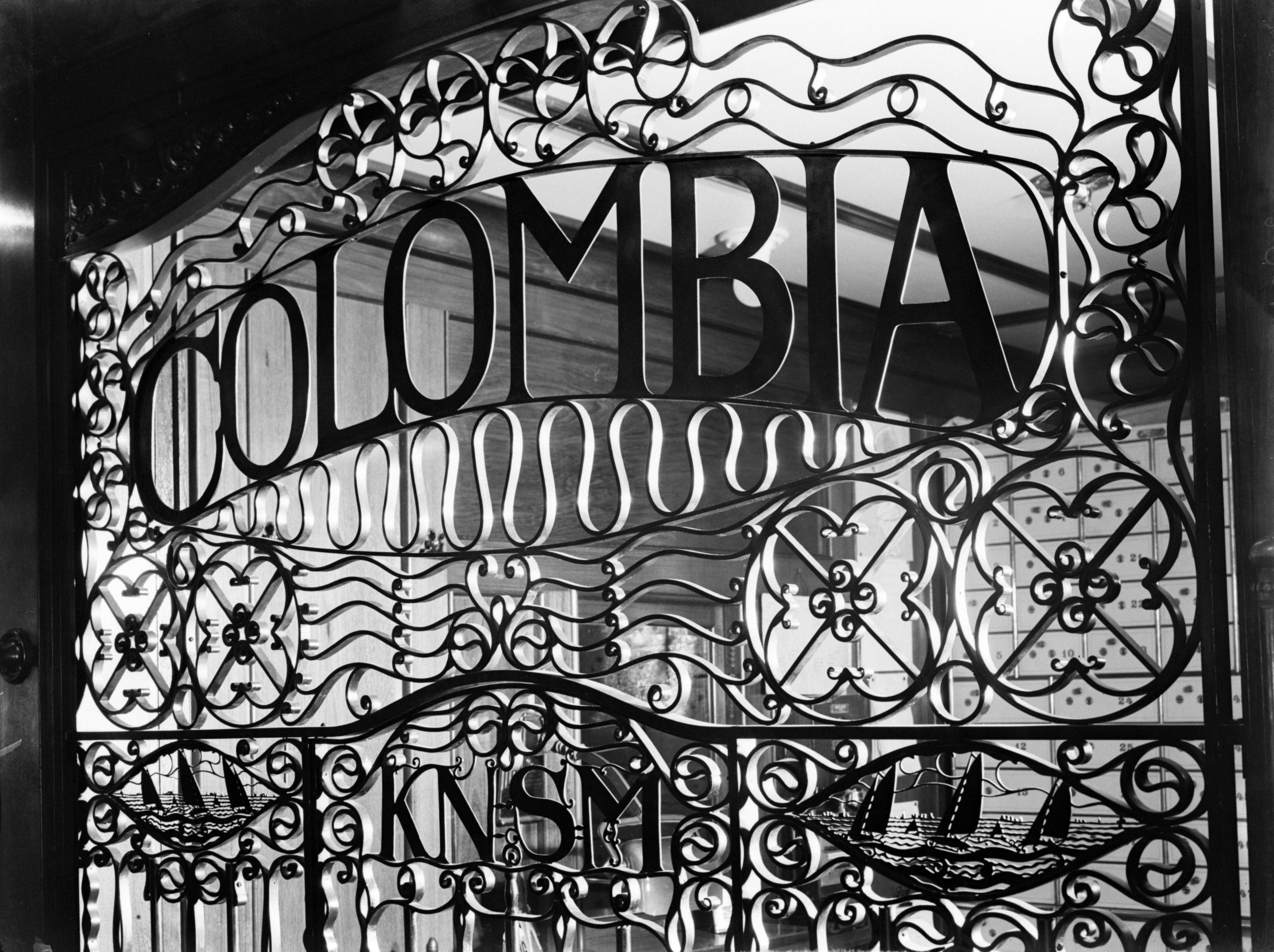
Scheepsinterieur HMS Colombia
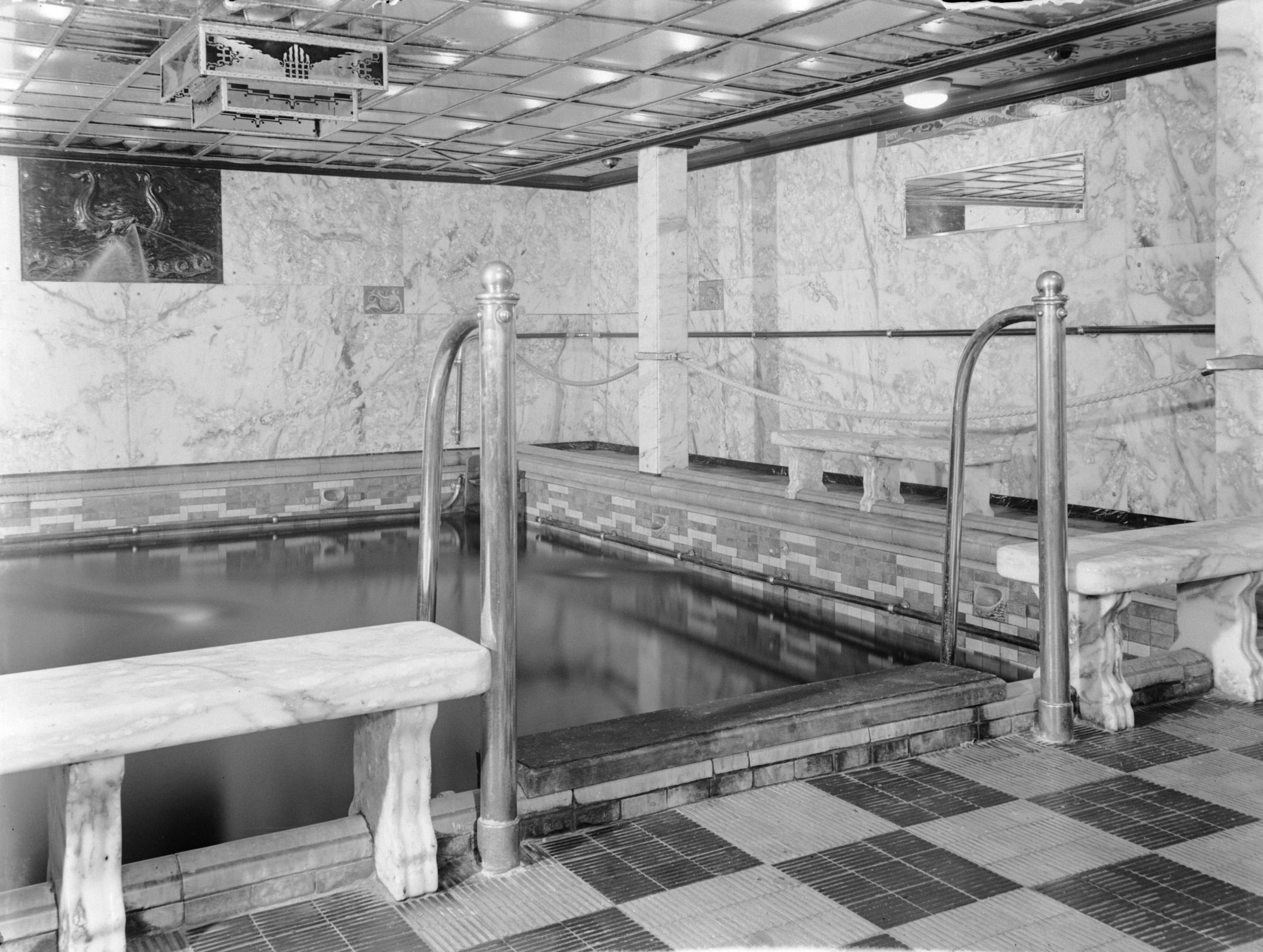
Zwembad HMS Colombia
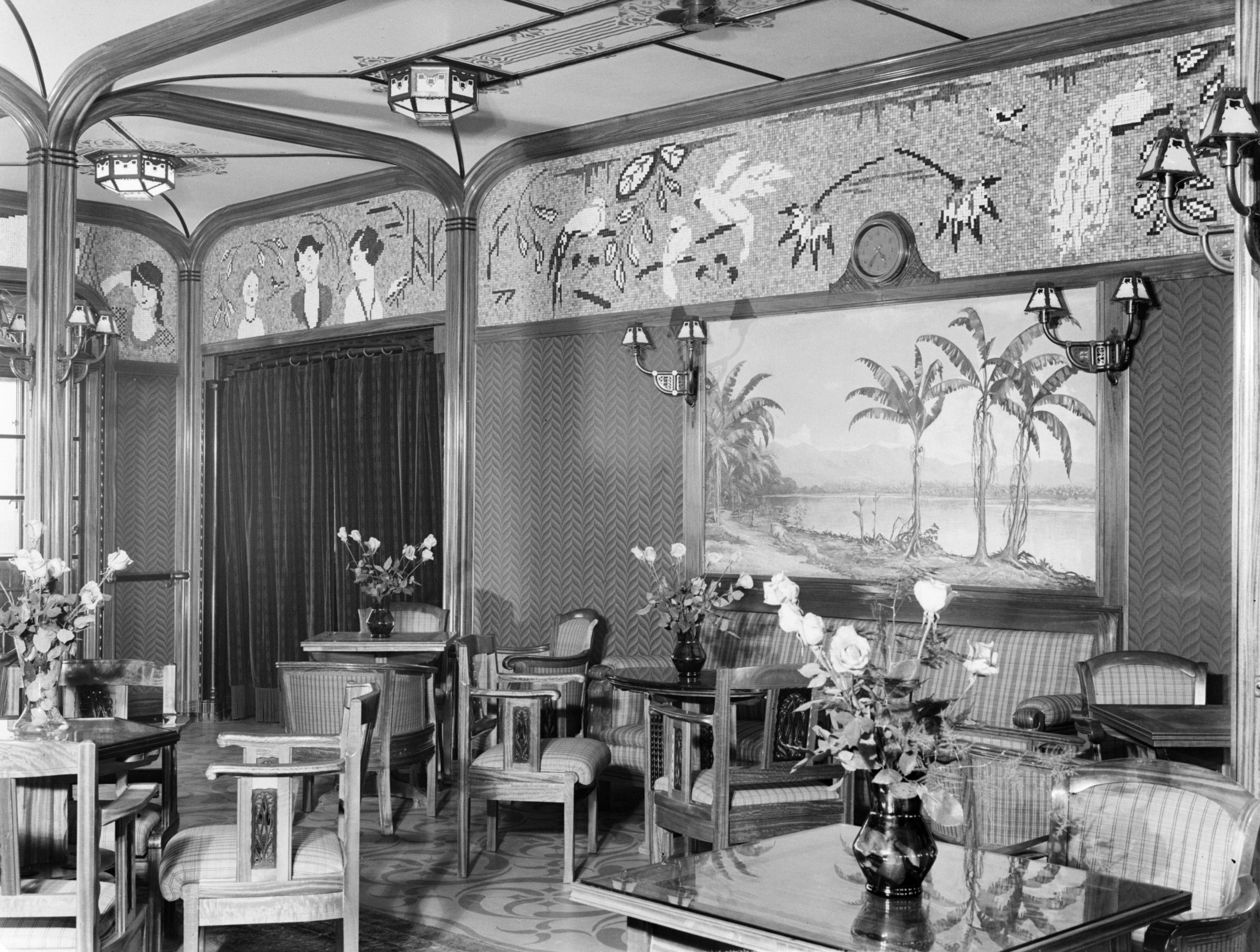
Scheepsinterieur HMS Colombia
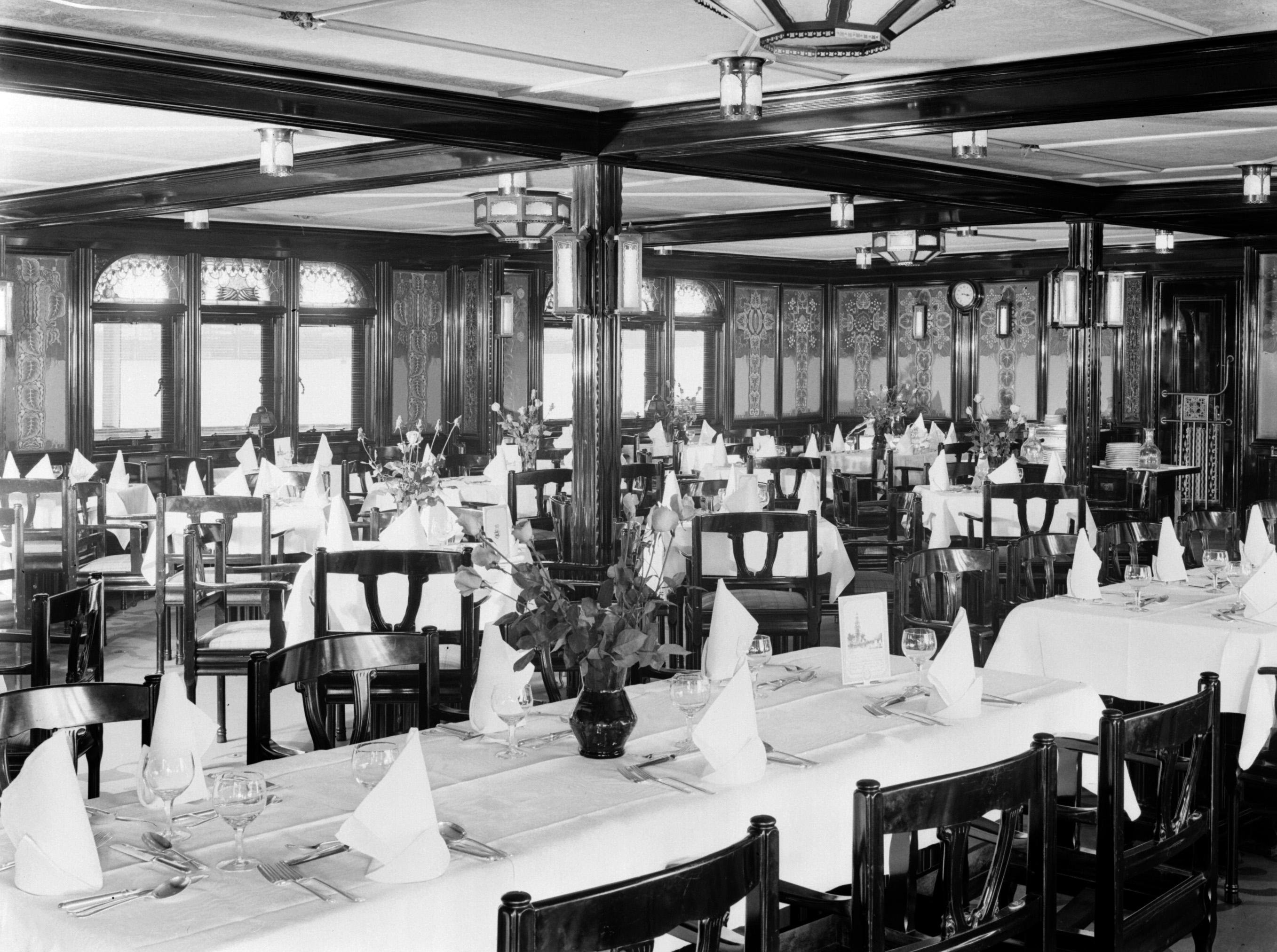
Scheepsinterieur HMS Colombia
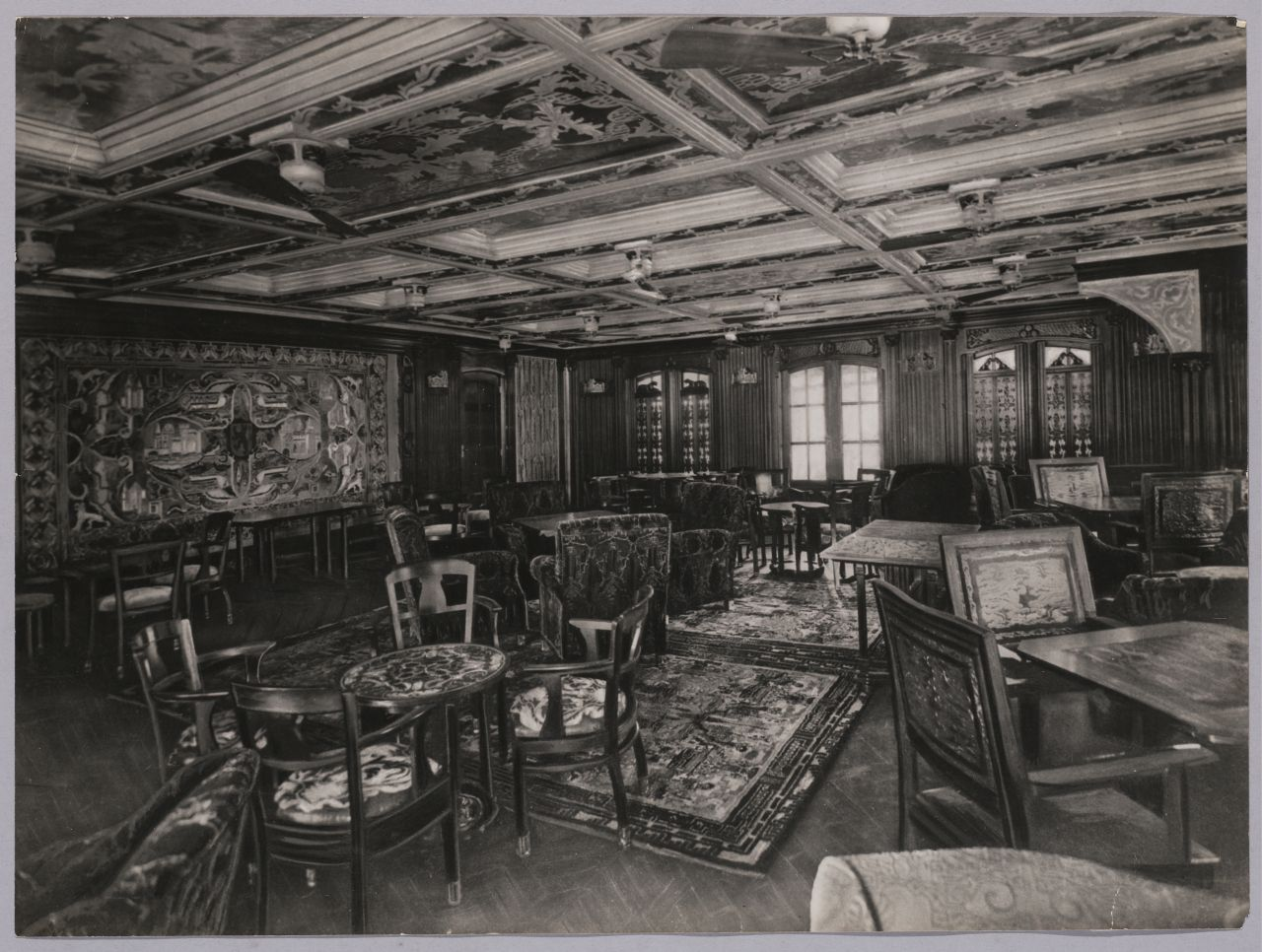
Interieur SS Veendam

## Oeuvre
Cachet heeft een omvangrijk oeuvre. Zo ontwierp hij meubels, behang, tapijten, ceramiek, postzegels, bankbiljetten en glas-in-loodramen. Helaas zijn er van Cachets scheepsinterieurs alleen foto’s overgebleven. 

## Beknopte biografie in jaartallen
- 28-11-1864: geboren in Amsterdam.
- 1880-1885: leerling aan de kweekschool voor onderwijzers en onderwijzeressen te Amsterdam.
- 1887-1890: studeert aan de rijksnormaalschool voor tekenonderwijzers.
- Circa 1890: begint met batikexperimenten en is daarmee de eerste kunstenaar in Europa die in deze techniek werkt.
- 1898: Van Wisselingh & Co richt een werkplaats in om de ontwerpen van onder andere Cachet uit te voeren
- 1900: wordt lid van Architectura et Amicitia
- 1908: begint bij keramiekfabriek ‘De Porceleyne Fles’ te Delft
- 1910: is medeverantwoordelijk voor de inrichting van het Nederlandse paviljoen op de Wereldtentoonstelling te Brussel
- 1912: wordt hoofdontwerper bij keramiekfabriek ‘de distel’ te Amsterdam.
- 1913: krijgt van de K.P.M. de opdracht voor het ontwerpen van de inrichting van de eersteklasaccommodatie van de ‘Melchior Treub’: zijn eerste grote project voor deze maatschappij (voltooid in 1915)
- 1918: betrokken bij de oprichting van het tijdschrift Wendingen
- 1924: ontvangt het erelidmaatschap van de V.A.N.K. ter gelegenheid van zijn zestigste verjaardag.
- 1940: leidt na het uitbreken van de Tweede Wereldoorlog een teruggetrokken leven in Vreeland
- 1945: overlijdt kort na de bevrijding op 20 mei in de ouderdom van 80 jaar in huize Schoonoord[10]

## Werk in openbare collecties (selectie)
- Centraal Museum, Utrecht[11]
- Drents Museum, Assen
- Museum Boijmans Van Beuningen, Rotterdam[12]
- Rijksmuseum Amsterdam[13]